# Veronica Mars (filme)
Veronica Mars é um filme de drama neo-noir de mistério estadunidense de 2014 co-escrito, produzido e dirigido por Rob Thomas e co-escrito com Diane Ruggiero. É uma adaptação cinematográfica e uma continuação com base na série de televisão Veronica Mars da UPN/CW de Thomas e estrelado por Kristen Bell reprisando seu papel como o personagem-título, além de ser uma das produtoras do filme. Warner Bros. vai abrir o filme nos Estados Unidos em 14 de março de 2014, no AMC Theatres em mercados selecionados.

## Sinopse
Veronica Mars, a ex-detetive do ensino médio, mudou-se para Nova York com o namorado Stosh "Piz" Piznarski em um período indefinido de tempo após os acontecimentos da 3 ª temporada. Ela quer distanciar-se tão longe de sua cidade natal Neptune o quanto possível, mas é forçada a voltar para sua cidade natal quando seu antigo namorado Logan Echolls é mais uma vez acusado de assassinato.

## Elenco
- Kristen Bell como Veronica Mars[6]
- Percy Daggs III como Wallace Fennel[6]
- Jason Dohring como Logan Echolls[6]
- Francis Capra como Eli "Weevil" Navarro[6]
- Ryan Hansen como Dick Casablancas[7]
- Tina Majorino como Cindy "Mac" Mackenzie[6]
- Chris Lowell como Stosh "Piz" Piznarski[6]
- Enrico Colantoni como Keith Mars[6]
- Ken Marino como Vinnie Van Lowe[8]
- Krysten Ritter como Gia Goodman[9]
- Max Greenfield como Leo D'Amato[10]
- Andrea Estella como Carrie Bishop, substituindo Leighton Meester no papel.[11]
- Sam Huntington como Luke Haldeman[6]
- Christine Lakin como Susan Knight[12]
- Amanda Noret como Madison Sinclair[6]
- Daran Norris como Cliff McCormack[7]
- Duane Daniels como Diretor Van Clemmons[13]
- Brandon Hillock como Delegado Sacks[7]
- Jonathan Chesner como Corny[7]
- Kevin Sheridan como Sean Friedrich[7]
- Martin Starr como Lou "Cobb" Cobbler[8]
- Gaby Hoffmann como Ruby Jetson[14]
- Jerry O'Connell como Xerife Dan Lamb, irmão do falecido Xerife Don Lamb da série.[15]
- Jamie Lee Curtis como Gayle Buckley[16]

Aparições
- Justin Long como Bêbado[17]
- James Franco como ele mesmo[18]

## Produção

### Desenvolvimento
Após o cancelamento da série, Rob Thomas escreveu um roteiro de filme característico continuando a história, mas a Warner Bros. optou por não financiar o projeto no momento. Em 13 de março de 2013, Thomas e a estrela da série Kristen Bell lançaram uma campanha de angariação de fundos para produzir o filme através do Kickstarter, oferecendo diversos incentivos para aqueles que doarem $10 ou mais. Bell, Thomas, Enrico Colantoni, Ryan Hansen e Jason Dohring apareceram em um vídeo promovendo a campanha, e que atingiu a meta de US $ 2 milhões em menos de dez horas. Em seu primeiro dia no Kickstarter, o projeto quebrou o recorde como o projeto mais rápido em chegar no primeiro $1 milhão, então $2 milhões, que também alcançou a meta mais elevada de doadores mínimo alcançados e projeto de filme de maior sucesso no Kickstarter. Em seu último dia de campanha, o projeto quebrou o recorde de apoiadores maioria no Kickstarter em um único projeto, anteriormente detido pelo Double Fine Adventure. a campanha no Kickstarter terminou em 13 de abril, com 91.585 doadores arrecadando U$ 5,702,153.
Começou a produção em 17 de junho de 2013, com um lançamento projetado para o início de 2014.
Em 5 de abril, Thomas tinha completado o primeiro rascunho do roteiro. No início de abril, Dohring (Logan Echolls) assinou oficialmente para o filme. Em Maio, Thomas confirmou que Colantoni iria reprisar o papel de Keith Mars no filme. Em maio, Thomas confirmou que Colantoni iria reprisar seu papel como Keith Mars no filme. Em junho, foi anunciado que Percy Daggs III, Chris Lowell, e Francis Capra retornariam como Wallace Fennel, Stosh "Piz" Piznarski, e Eli "Weevil" Navarro, respectivamente. No mesmo mês, Sam Huntington (Lucas), Amanda Noret (Madison Sinclair), Daran Norris (Cliff McCormack) e Tina Majorino (Cindy "Mac" Mackenzie) se juntaram ao elenco.

### Filmagem
A filmagem principal começou em 17 de junho de 2013 em Los Angeles e durou 28 dias. O Píer de Santa Mônica, a Ponte Vincent Thomas, The Edison no Edifício Higgins, estavam entre os 28 locais utilizados para as filmagens. Cenas também foram gravadas no Distrito das Artes de Los Angeles e de Long Beach, Califórnia.

### Marketing
O primeiro trailer do filme Veronica Mars estreou em 19 de julho de 2013 durante a San Diego Comic-Con. Um painel do filme será realizada no PaleyFest em 13 de março de 2014.

### Trilha sonora
Uma coletânea de música apresentada no filme foi lançada digitalmente pela WaterTower Music em 4 de março de 2014. O álbum apresenta a música título original da série de televisão "We Used to Be Friends" de The Dandy Warhols, bem como uma nova versão acústica de Alejandro Escovedo e outras músicas de Emperor X, Twin Sister, ZZ Ward, Sufjan Stevens, Max Schneider, Mackintosh Braun, Typhoon, Lou Rawls e Gregory Alan Isakov.
| N.º            | Título                                     | Artista                         | Duração |  |
| 1.             | "We Used to Be Friends"                    | Alejandro Escovedo              | 3:30    |  |
| 2.             | "Go Captain and Pinlighter"                | Emperor X                       | 4:13    |  |
| 3.             | "Holding My Breath"                        | Twin Sister                     | 4:12    |  |
| 4.             | "All Around and Away We Go"                | Twin Sister                     | 4:36    |  |
| 5.             | "Criminal"                                 | ZZ Ward featuring Freddie Gibbs | 3:51    |  |
| 6.             | "Chicago"                                  | Sufjan Stevens                  | 6:05    |  |
| 7.             | "Stick Up"                                 | Max Schneider                   | 2:55    |  |
| 8.             | "Never Give In"                            | Mackintosh Braun                | 3:25    |  |
| 9.             | "Prosthetic Love"                          | Typhoon                         | 4:03    |  |
| 10.            | "You'll Never Find Another Love Like Mine" | Lou Rawls                       | 4:25    |  |
| 11.            | "Second Chances"                           | Gregory Alan Isakov             | 3:50    |  |
| 12.            | "We Used to Be Friends"                    | The Dandy Warhols               | 3:19    |  |
| 13.            | "Mug Shot" (apenas faixa bônus do iTunes)  | Max Schneider                   | 2:54    |  |
| Duração total: | Duração total:                             | Duração total:                  | 51:18   |  |

## Recepção
O Metacritic, que usa uma média ponderada, atribuiu ao filme uma pontuação de 62 em 100, baseado em 35 críticos, indicando críticas "geralmente favoráveis".